# 일월로
일월로(Ilwol-ro) 수원시 권선구 서둔동 여기산삼거리 에서 장안구 율전동 성균관대사거리 를 잇는 도로이다.

## 주요 경유지
경기도
- 수원시 권선구 (서둔동) - 팔달구 (화서동) - 장안구 (율전동)

## 노선
| 이름           | 접속 노선    | 소재지 | 소재지 | 비고 |
| -------------- | ------------ | ------ | ------ | ---- |
| 여기산삼거리   | 수성로       | 권선구 | 서둔동 |      |
| 백로공원삼거리 | 일월로22번길 | 팔달구 | 화서동 |      |
| 일월공원삼거리 | 일월천로     | 팔달구 | 화서동 |      |
| 율천고교삼거리 | 정자천로     | 팔달구 | 화서동 |      |
| 성균관대사거리 | 서부로       | 장안구 | 율전동 |      |

## 주요 시설및 건물
- 율천고등학교 (일월로 50/화서동 720)
- 이디야커피 수원일월공원점 (일월로 68/천천동 364-3)